# Зетабайт
Зетаба́йт (Збайт, ЗБ; англ. zettabyte) — кратна одиниця вимірювання кількості інформації, що дорівнює 270 стандартним (8-бітним) байтам або 1024 ексабайтам. Назва «Зетаба́йт» використовується для вказування об'єму пам'яті в різних електронних пристроях.

## Цікаві факти
- Людство щорічно використовує 9,57 зетаба́йт інформації[1]:
  - На кожну працюючу людину генерується 3,18 терабайтів на рік.
  - У 2008 році 27 млн серверів опрацювало 9 570 Ебайт інформації. (Для довідки: 1000 Ебайт — це 1 зетабайт або мільйон мільйонів гігабайт. Дослідження спирається оцінки продуктивності серверів, дослідження ринку, тематичні дослідження, результати продажів. Більше того, дослідження показує, що кожні два роки обсяг інформації, що обробляється, подвоюється. Це означає, що якби в 2024 році ми захотіли надрукувати всі корпоративні дані, то вийшла б стопка флеш-карт заввишки 4,37 світлових років (за умови, що товщина однієї картки становить 4,8 см і на ній зберігається 2,5 Мбайт) інформації)[1].
- До кінця 2016-го року річний світовий IP-трафік мережі інтернет досягне 1.1 ЗБ.[2]